# 日本カヌースラローム・ワイルドウォーター選手権大会
日本カヌースラローム・ワイルドウォーター選手権大会（にほん―せんしゆけんたいかい）は、日本カヌー連盟が主催するカヌースラローム・ワイルドウォーターの全国大会である。

## 概略
カヌー競技のうちスラロームとワイルドウォーターを実施。この2種目は基本的に同一日程同会場となるが、年度によってはそれぞれ別大会となる場合もある。
また、開催地も年度によって変わる。
準決勝・決勝を実施。前日のジャパンカップ最終戦が予選を兼ねる。

## 種目
スラローム
- 男子：K1・C1・C2
- 女子：K1・C1・C2
- 男女混合:XC2
- 男女：チームレース

ワイルドウォーター
- 男子：K1・C1・C2
- 女子：K1・C1・C2
- 男女混合:XC2
- 男女：チームレース